# ماجدالينا تول
ماجدالينا إيفا تول (بالبولندية: Magdalena Ewa Tul)‏ (ولدت في 29 أبريل 1980، بغدانسك) هي مغنية وملحنة بولندية. في عام 2000، انتقلت من غدانسك إلى وارسو حيث بدأت العمل كمغنية وممثلة بالمسرح الموسيقي ستوديو بوفو، وغنت هناك كمغنية في المترو. بعد ثلاث سنوات، بدأت العمل مع مسرح موسيقي آخر.
في سن ال12، شاركت تول في الفرقة المحلية للأطفال والتي أدت في النهاية إلى اهتمامها بالموسيقى. كانت في القائمة النهائية خلال الاختيارات البولندية لمسابقة الأغنية الأوروبية 2005. بعد ست سنوات، في 14 فبراير 2011، اختيرت لتمثيل بولندا في مسابقة الأغنية الأوروبية 2011 بأغنية "Jestem" «أنا»، لكنها لم تصل إلى النهائيات، بعد أن جاءت الأخيرة في الدور نصف النهائي في المركز 19.

## روابط خارجية
- ماجدالينا تول على موقع ميوزك برينز (الإنجليزية)
- ماجدالينا تول على موقع أول ميوزيك (الإنجليزية)
- ماجدالينا تول على موقع ديسكوغز (الإنجليزية)